# Johann Anton Weise
Johann Anton Weise (* 1672 in Arnstadt; † 22. August 1750 ebenda) war ein deutscher Orgelbauer, der seine Werkstatt in Arnstadt hatte.

## Leben und Werk
Weise entstammte einer Musikerfamilie und wurde als Sohn des Orgelbauers (Johann) Moritz Weiß (1632–1704) geboren. Erstmals trat er 1691/1692 als Mitarbeiter seines Vaters beim Bau der Orgel in Gierstädt in Erscheinung. Nach dem Tod des Vaters übernahm er dessen Werkstatt in Arnstadt. Weises Wirksamkeit als selbstständiger Orgelbauer ist zwischen 1705 und 1738 nachgewiesen. Am 31. Juli 1716 nahm er als Gutachter zusammen mit Johann Sebastian Bach die neue Orgel des Erfurter Augustinerklosters ab. Weise gilt als Erfinder einer Koppel, die vom Pedal zum Manual zurückkoppelte.

## Werkliste
| Jahr      | Ort                   | Gebäude                | Bild | Manuale | Register | Bemerkungen |
| --------- | --------------------- | ---------------------- | ---- | ------- | -------- | --- |
| 1705      | Bienstädt             | Johanneskirche         |      | II/P    | 14       | Neubau |
| 1708–1712 | Apfelstädt            | St. Walpurgis          |      | II/P    | 20       | Neubau; 1833 durch Valentin Knauf ersetzt, der Teile der Weise-Orgel übernahm |
| 1720      | Stotternheim          | Dorfkirche             |      | II/P    | 28       | Neubau |
| 1721      | Steinbach-Hallenberg  | Stadtkirche            |      | II/P    | 19       | Neubau |
| 1723–1724 | Rockhausen            | St. Elisabeth          |      | II/P    | 17       | Neubau; durch Johann Michael Hesse II. und Sohn Ludwig Julius Hesse 1858 ersetzt |
| 1723–1724 | Dornheim (Thüringen)  | St.-Bartholomäi-Kirche |      | II/P    |          | Neubau; nicht erhalten |
| 1727      | Siegelbach (Arnstadt) | Wehrkirche             |      | I/P     | 10       | Neubau; 1850 Sanierung durch Friedrich Wilhelm Holland, 1869 diverse Arbeiten durch Friedrich Knaust |
| 1736      | Gräfenroda            | St. Laurentius         |      | II/P    | 26       | Neubau nach Plänen des dortigen Organisten Johann Peter Kellner; 1909 Umbau durch Adam Eifert, 2005 Restaurierung/Rekonstruktion Orgelbau Waltershausen; Gehäuse und 11 % der Pfeifen aus 15 Registern erhalten |
| 1736      | Arnstadt              | Oberkirche             |      | II/P    | 22       | Umbau der Orgel (vor 1650) |
| 1738      | Espenfeld             | St. Crucis             |      | I/P     | 10       | Neubau |
|           | Leißling              | St. Marien             |      | II/P    | 10       | Neubau |